# Aladdin Free Public License
Die Aladdin Free Public License, kurz AFPL, wurde von L. Peter Deutsch zur Lizenzierung von Ghostscript entwickelt und ist von der GNU General Public License abgeleitet. Sie unterscheidet sich im Wesentlichen aber in folgenden Punkten:
- Der Quellcode muss bei jeder Distribution enthalten sein.
- Die Software darf nicht verkauft werden; auch das Erheben einer Kopier- oder Servicegebühr ist nicht gestattet.

Das Verbot des Verkaufs hatte zum Zweck, dass Anbieter, die Ghostscript kommerziell mit ihrem Produkt vertreiben wollten, eine kostenpflichtige Lizenz der Software erwerben müssen. So sollte eine gerechtere Entlohnung der Entwickler erreicht werden.
Ghostscript wird seit 2006 nicht mehr unter der AFPL vertrieben.